# هان شینیون
 هان شینیون (انگلیسی: Han Xinyun؛ زادهٔ ۳۰ مهٔ ۱۹۹۰) یک تنیس‌باز اهل جمهوری خلق چین است.